# اردال کیلیچ‌اصلان
اردال کیلیچ‌اصلان (انگلیسی: Erdal Kılıçaslan؛ زادهٔ ۲۳ اوت ۱۹۸۴) بازیکن فوتبال اهل ترکیه است.
از باشگاه‌هایی که در آن بازی کرده‌است می‌توان به باشگاه فوتبال بایرن مونیخ، باشگاه ورزشی گنچلربیرلیغی، باشگاه فوتبال آنکارا اسپور، باشگاه ورزشی غازی عینتاب اف.کی، باشگاه فوتبال غازی عینتاب‌اسپور، باشگاه فوتبال مرسین، باشگاه فوتبال قونیه‌اسپور، و باشگاه فوتبال بایرن مونیخ ۲ اشاره کرد.
وی همچنین در تیم‌های ملی فوتبال جوانان آلمان و زیر ۲۰ سال آلمان بازی کرده‌است.